# Waling
Waling (nep. वालिङ)  – miasto w środkowym Nepalu; w prowincji numer 4. Według danych szacunkowych na rok 2011 liczyło 24 199 mieszkańców .